# Salade de chèvre chaud
Pour les articles homonymes, voir Salade et Chèvre (homonymie).
Une salade de chèvre chaud est une recette de cuisine de salade composée, de la cuisine française, à base de salade et de fromage au lait de chèvre chaud, servie sur des tranches de pain.

## Histoire
Cette recette traditionnelle de nombreuses régions productrices de fromage au lait de chèvre, peut se décliner avec des tomate, aubergine, poivron, avocat, pomme, poire, pain d'épices, noix, croûton de pain, lardon, miel,,,.

Quelques exemples
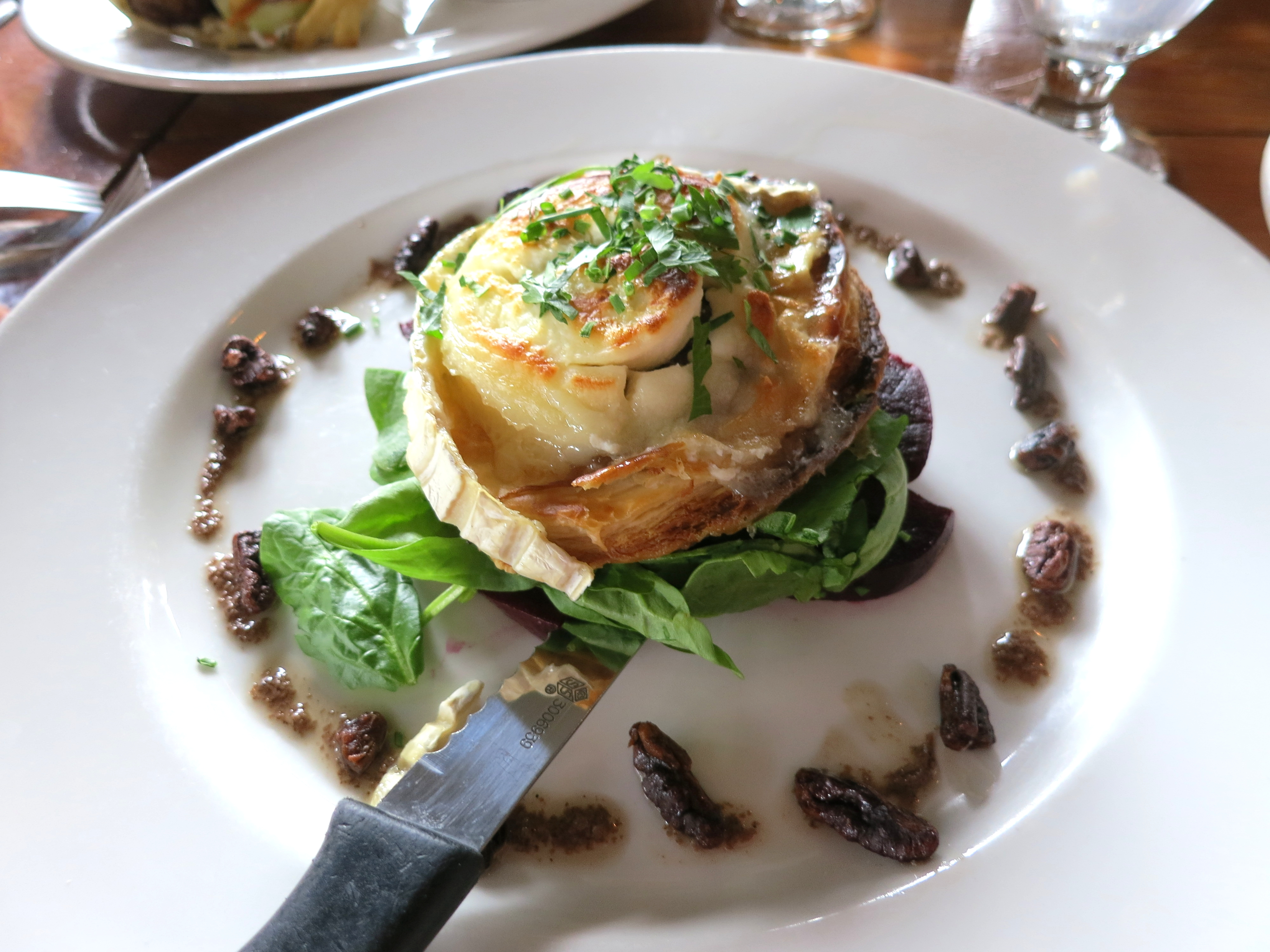
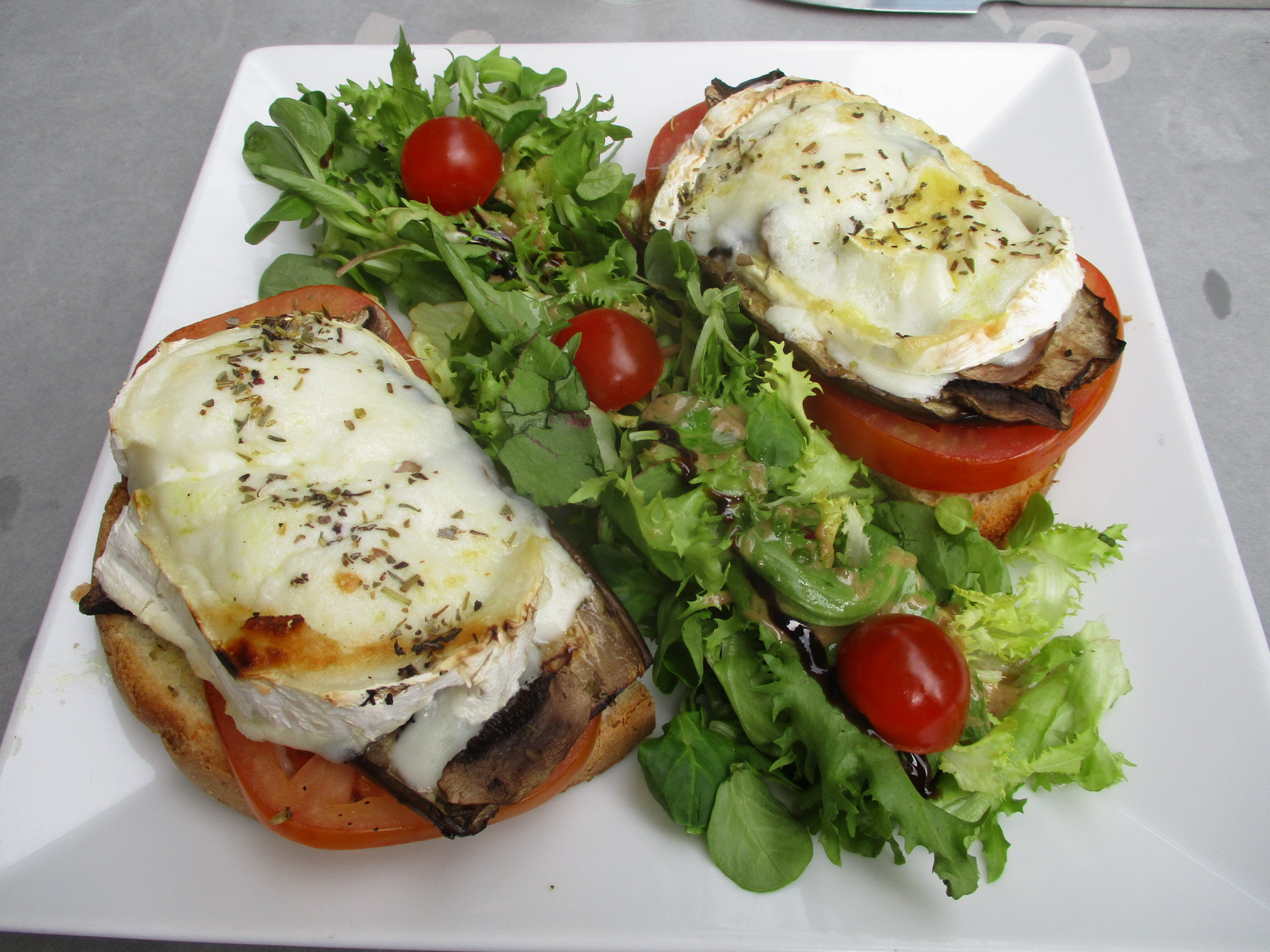
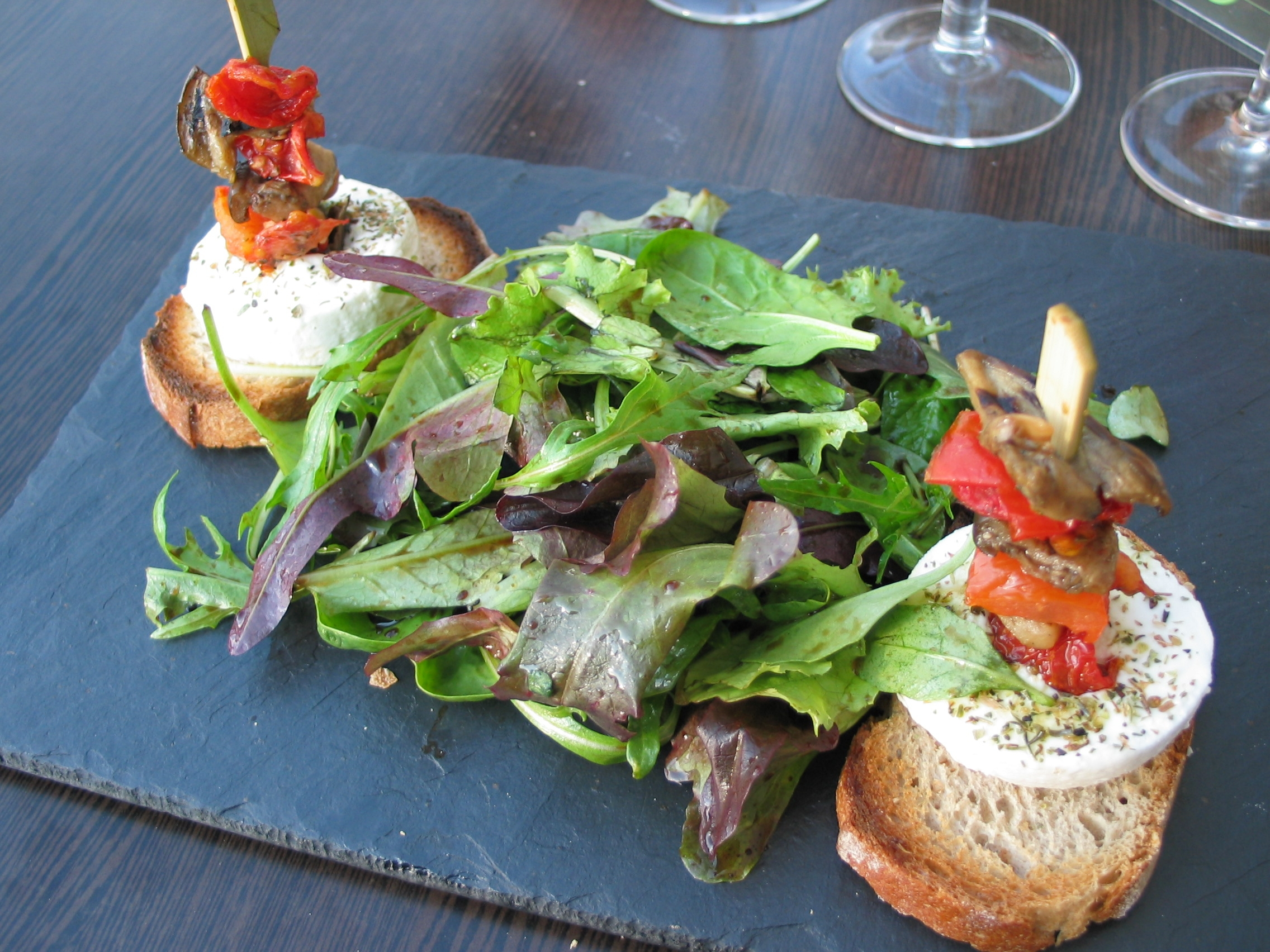

## Exemple de préparation
Selon le livre de cuisine de Marie-Laure Tombini, une salade de chèvre chaud pour 4 personnes nécessite 100 gr de lardons, 100 gr de mesclun, 4 fromages de chèvre, 4 tranches de pain, du vinaigre et de l'huile d'olive. L'ouvrage écrit par Luc Dolino évoque les mêmes ingrédients mais ajoute des variantes avec du pain d'épice ou des spéculos.

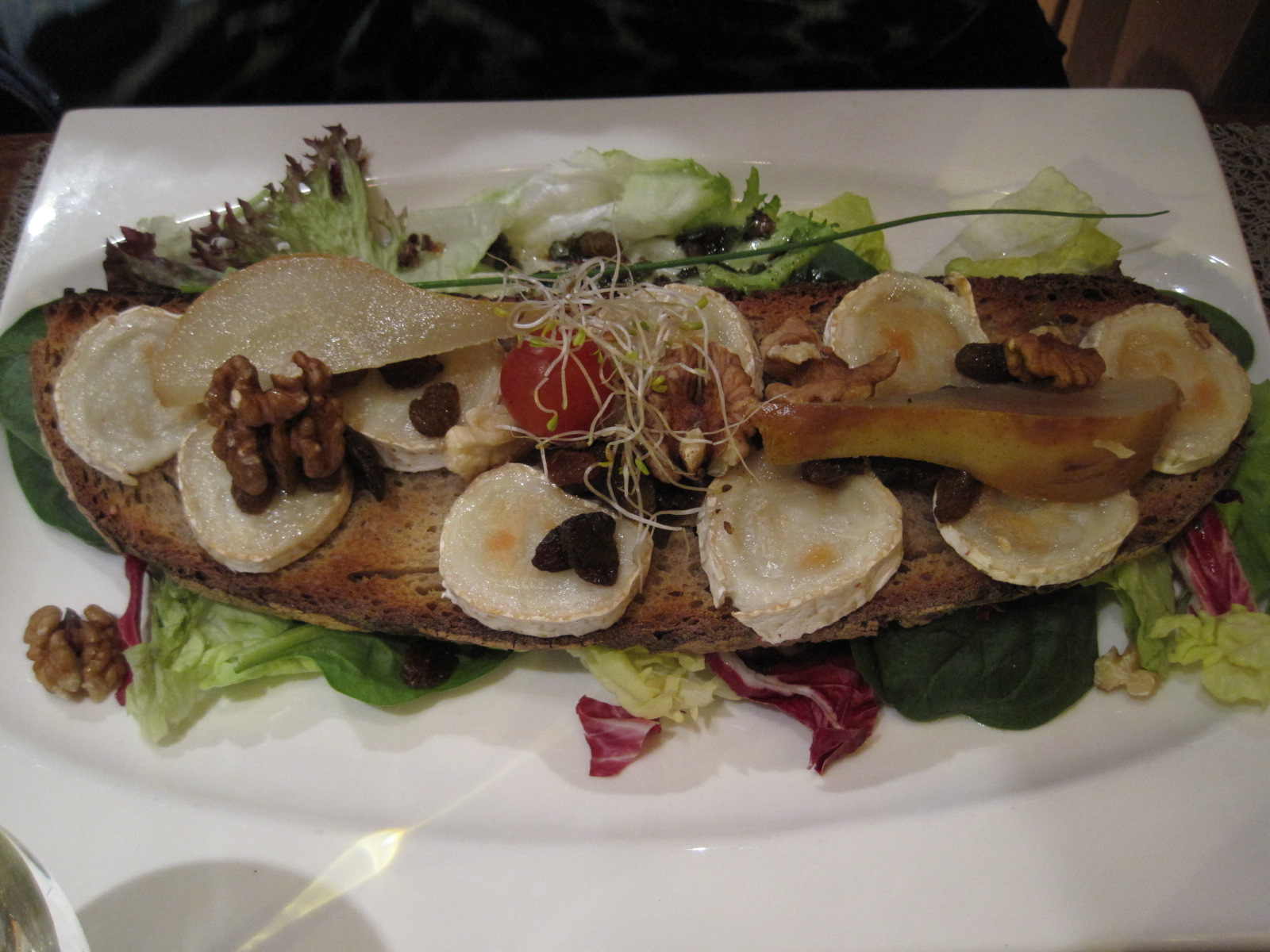
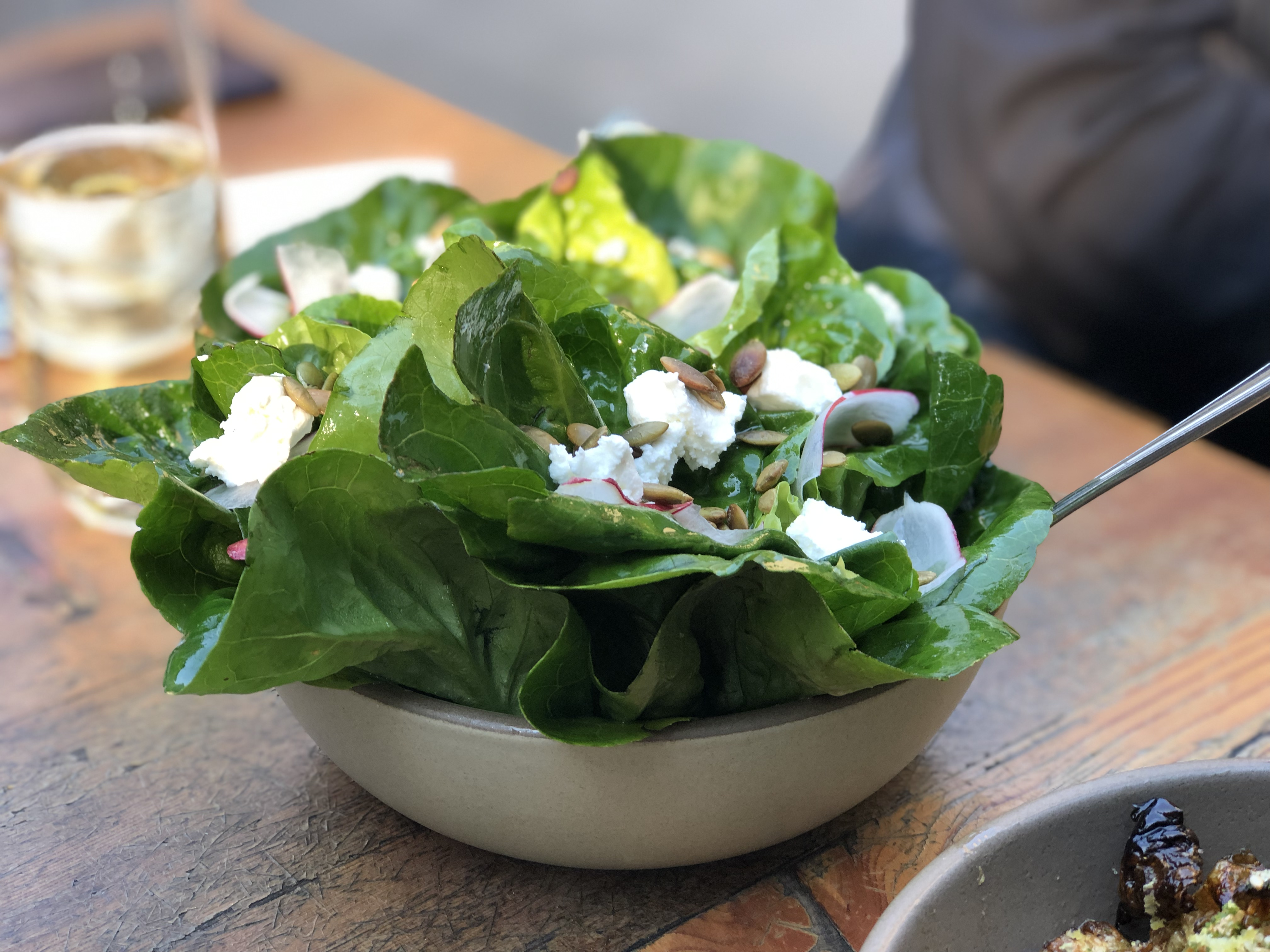
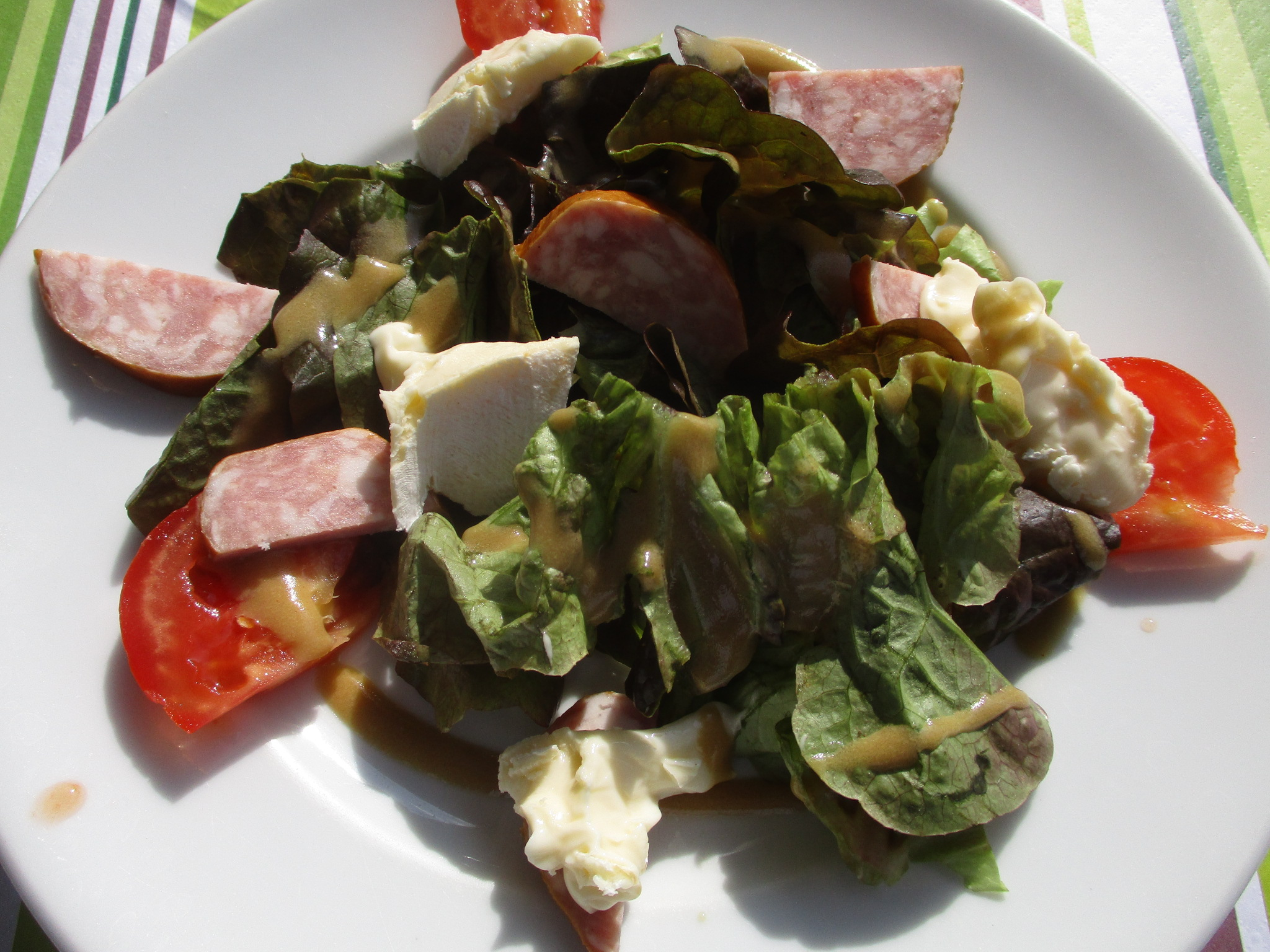
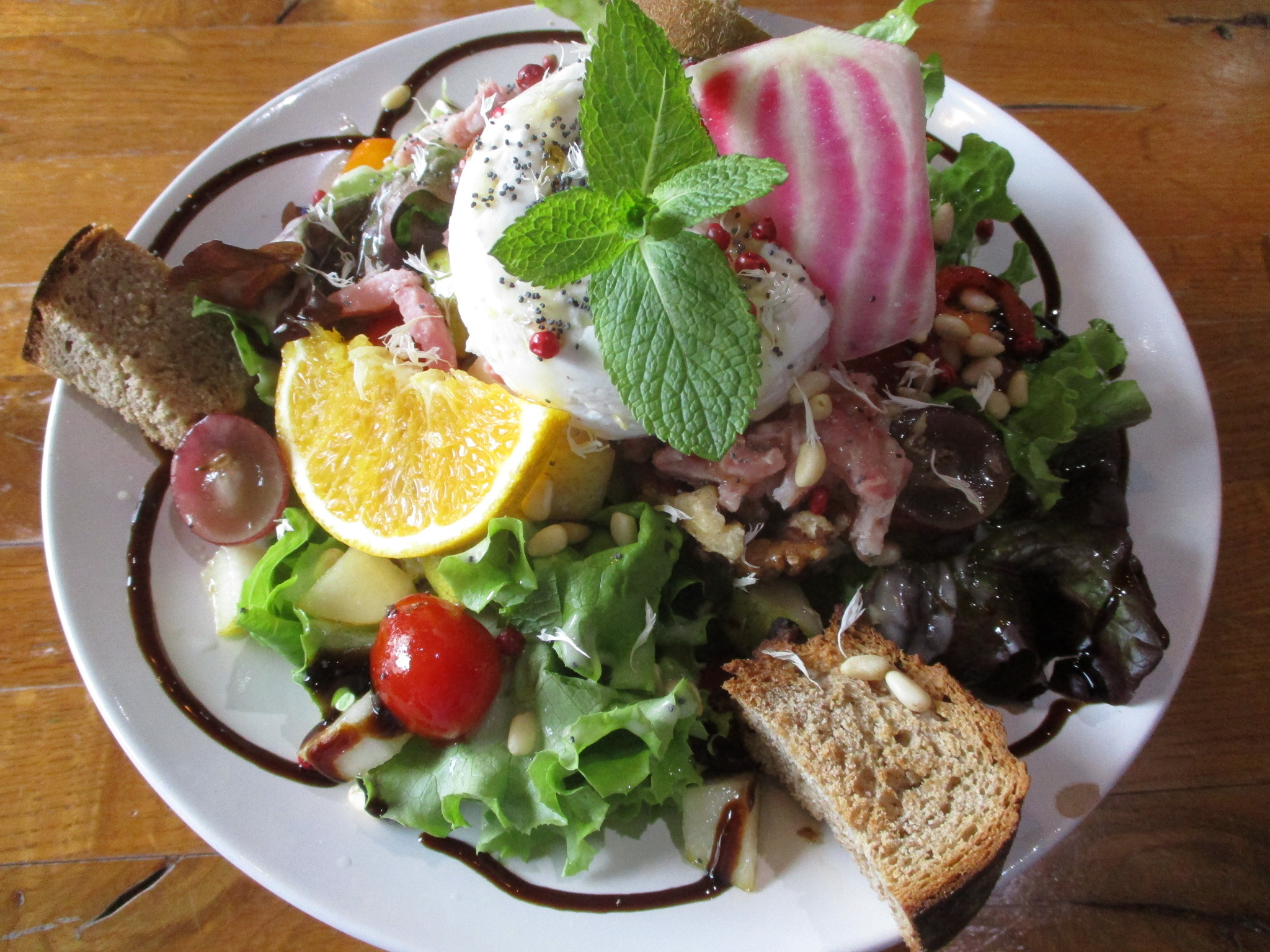
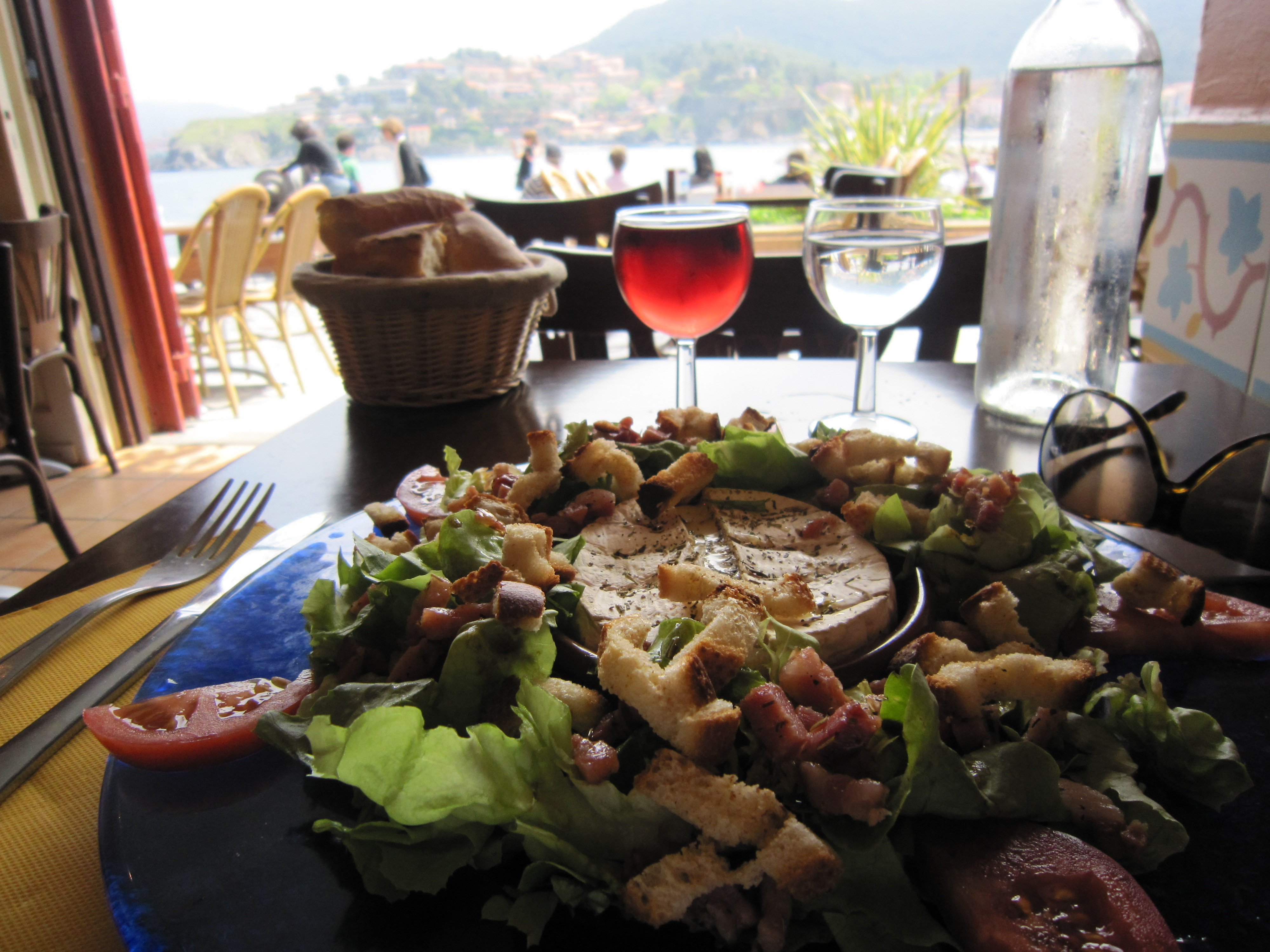